# Purgatorio

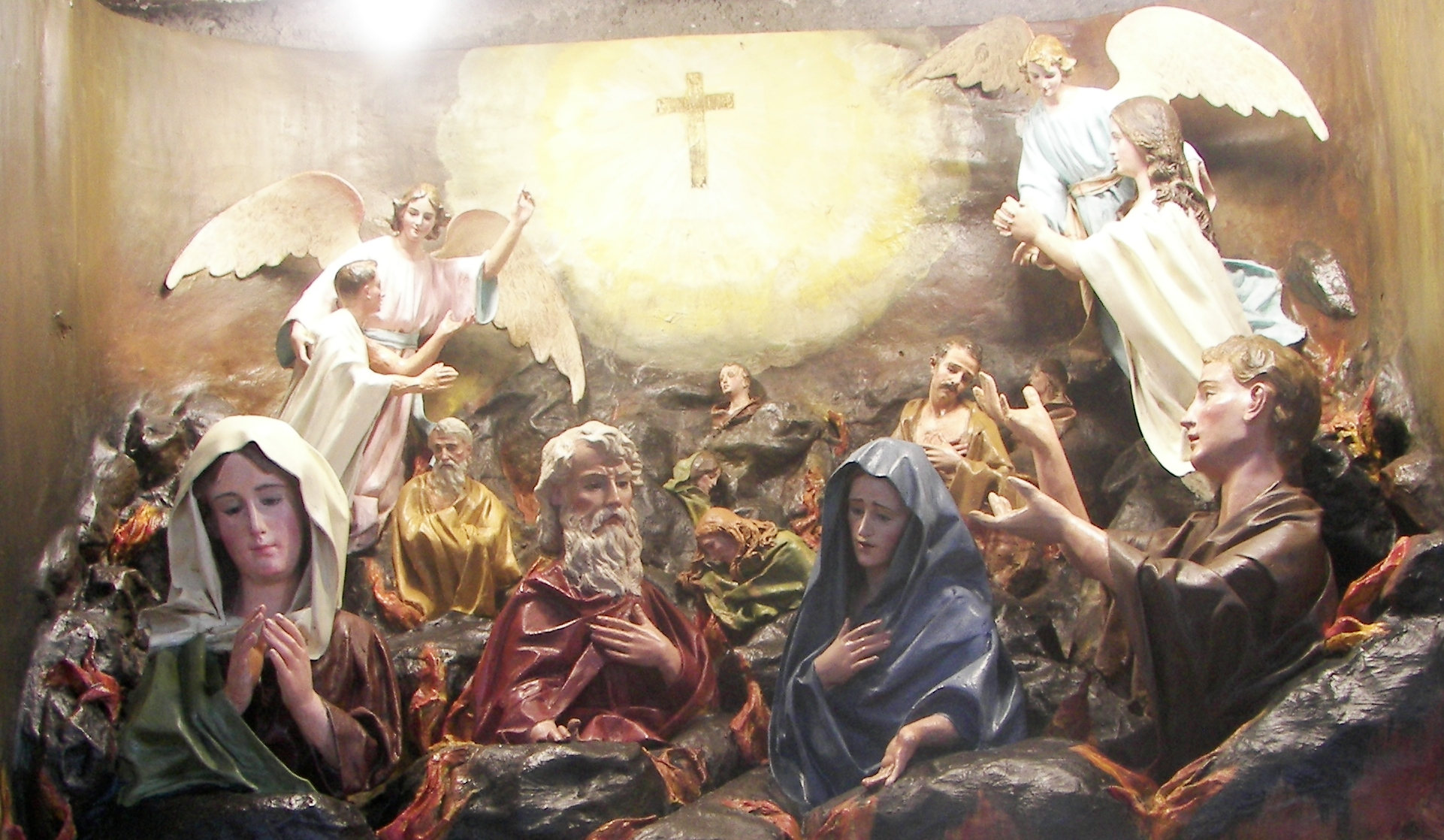
Anime del Purgatorio, gruppo statuario in cartapesta, scuola leccese, XX secolo. Chiesa Madre di Santa Maria di Licodia.

Il Purgatorio è il processo o il luogo di purificazione temporanea in cui, secondo la fede cattolica, le anime di coloro che muoiono in uno stato di grazia sono preparate per il Paradiso. Nella teologia cattolica è "la condizione di coloro che, morti nella grazia di Dio, non sono ancora perfettamente purificati e devono quindi purificarsi al fine di ottenere la santità necessaria per essere ammessi alla visione di Dio".
Il termine Purgatorio (dal latino: purgatorium, da purgare, "epurare") ha assunto anche una vasta gamma di significati storici e moderni relativi a sofferenze postmortem minori in comparazione alla dannazione eterna. L'"uso comune cristiano" gli attribuisce il senso di "uno dei tre regni dell'oltretomba, insieme all'Inferno e al Paradiso".

Altre confessioni cristiane, oltre al cattolicesimo, riconoscono l'esistenza di un processo di santificazione ossia purificazione dopo la morte che presenta tratti in comune con il concetto cattolico del Purgatorio e viene spesso denominato con lo stesso termine, come nell'ortodossia bizantina e nell'ortodossia orientale copta (come attesta la Vita di San Ciro monaco). In ambito protestante, lo stesso Martin Lutero affermò inizialmente di credere nel Purgatorio e perfino nel fuoco purgatoriale (e nella sopravvivenza immediata dell'anima: «l'anima non dorme ma è sveglia e vede e ascolta le parole degli angeli e di Dio»), visioni di cui nella Tradizione della Chiesa cattolica ma che non fa parte della sua dottrina definita. Anche in tempi più recenti alcuni teologi protestanti sostengono dottrine simili a quella cattolica del Purgatorio. Fra questi troviamo, in ambito metodista, Jerry L. Walls; in ambito anglicano, il teologo e romanziere C. S. Lewis, il teologo e fisico John Polkinghorne, il teologo e biblista John Bertram Phillips, e molti altri anglicani; in ambito presbiteriano George MacDonald e William Barclay. Altri protestanti escludono il Purgatorio e addirittura l'aldilà in favore della sola resurrezione ("visione beatifica differita, dai più ritenuta un'eresia e tipica ad esempio degli avventisti del settimo giorno), basandosi su altri passi dello stesso Lutero, in cui contraddice quanto scritto in precedenza definendo il Purgatorio "una pura fantasmagoria", in questo convergendo con Giovanni Calvino, in quanto sminuirebbe i meriti del sacrificio di Cristo. Lutero riprende poi l'espressione paolina secondo cui i morti "dormono in Cristo" (teoria del sonno in Cristo, nell'eternità di Dio):
(Martin Lutero)
Lutero, riferendo della morte di Abramo, e della parabola lucana di Lazzaro e del ricco Epulone, afferma che il «seno di Abramo» è stato sostituito dal «seno di Cristo», dove le anime dormono in pace, come è detto, fino al giorno del giudizio. Non ci è dato sapere altro se non che «le anime non soffrono delle pene dell'inferno, ma è a loro preparato un cubicolo nel quale dormano in pace», mentre la «stoltezza dei papisti» ha inventato addirittura cinque diversi luoghi per le anime dei morti. Dopodiché saranno giudicati e giustificati (oppure no) secondo la Fede. Nel frattempo anche «i santi dormono e non sanno quello che succede». Alcuni pensano che questa posizione luterana contraddittoria sull'immortalità dell'anima e sul Purgatorio sia in sola funzione di vietare il culto dei santi e soprattutto la detestata vendita delle indulgenze.
Il concetto del Purgatorio come regno dell'oltretomba distinto dall'Inferno e dal Paradiso , dove i peccatori vengono puniti temporaneamente con il fuoco (immagine comune in Occidente) è escluso non solo da altri gruppi sia orientali che occidentali ma non è affermato neanche dalla Chiesa cattolica: infatti non fanno parte della sua fede definita sul Purgatorio due dei più prominenti elementi dell'immaginario popolare: quello di una località a parte e quello della purificazione per mezzo del fuoco materiale. Il Catechismo della Chiesa Cattolica distingue fra, da una parte, "la dottrina della fede relativa al Purgatorio formulata dalla Chiesa soprattutto nei Concili di Firenze e di Trento" e, dall'altra parte, "la Tradizione della Chiesa [che], rifacendosi a certi passi della Scrittura, parla di un fuoco purificatore". Il concetto del Purgatorio come luogo dell'anima, dimensione di pena e purificazione mediante il "fuoco" è affermato da vari santi e beati che hanno riferito di avere avuto visioni del purgatorio, come santa Caterina da Genova, o santa Coletta di Corbie.

## Nella Bibbia
Giovanni 14,2 si riferisce all'esistenza di "molteplici dimore" (al plurale) nella "casa del Padre", comunemente identificata col Paradiso.
Gli esegeti successivi al Concilio Vaticano II ritengono che le diverse dimore indicano i diversi gradi di unione con Dio, di intensità più o meno grande a seconda dei doni e talenti ricevuti nella vita terrena e della risposta che le singole persone hanno dato a questi doni.
Esistono anche altri testi di riferimento:
- 2 Maccabei 12,40-46[34] ("Perciò egli fece offrire il sacrificio espiatorio per i morti, perché fossero assolti dal peccato"): indica l'uso che anticipava la Messa di suffragio e la fede che erano ammessi alla salvezza eterna anche coloro che erano morti in una condizione di peccato non mortale;
- 1 Cor 3,14-15[35] ("Se l’opera, che uno costruì sul fondamento, resisterà, costui ne riceverà la ricompensa. Ma se l’opera di qualcuno finirà bruciata, quello sarà punito; tuttavia egli si salverà, però quasi passando attraverso il fuoco"):Paolo si riferisce alla qualità dei materiali con cui i predicatori edificano l'edificio ecclesiastico, ammettendo che, anche nel caso in cui la loro opera finisca distrutta, essi si possano salvare passando per un periodo di purificazione, identificato con le fiamme del Purgatorio.

## Evoluzione del concetto di purgatorio
Il termine Purgatorio compare la prima volta nel libro IV, capitolo XXXIX, dell'opera "I Dialoghi" di Papa Gregorio Magno. Non venne quindi introdotto alla fine del XII secolo come erroneamente sostiene lo storico Jacques Le Goff. Riguardo invece alla relativa dottrina, essa venne definita dal secondo Concilio di Lione del 1274, da quello di Firenze del 1438 e infine ribadita nel Concilio di Trento, nel 1563. Sono però riscontrabili diversi riferimenti ad un passaggio di purificazione prima dell'ingresso nel regno dei cieli (spesso tramite la figura di un fuoco purificatore, probabilmente richiamando Prima lettera ai Corinzi 3,14 e 15), con conseguenti incitazioni alle preghiere di intercessione per le anime dei defunti fin dalle prime comunità cristiane: nel Cippo di Abercio, dove si invita alla preghiera per l'anima del defunto; nel diario di Perpetua (si veda Perpetua e Felicita), dove viene descritta una visione in sogno riguardo all'anima del fratello defunto della scrivente e viene dichiarata l'efficacia della preghiera per l'espiazione dei peccati dei defunti. Diversi Padri della Chiesa (Tertulliano in modo più marcato tra i suoi contemporanei) affermarono la necessità delle preghiere di intercessione per i morti e al tempo stesso esprimevano il loro timore per tale fuoco espiatorio.
Lo storico Jacques Le Goff, nel saggio storico La nascita del purgatorio, sostenne che l'idea occidentale del Purgatorio si è affermata tardi, nella seconda metà del XII secolo, e cioè alcuni secoli dopo l'apparizione dell'analogo concetto che si trova nella Vita copta di san Ciro monaco, che pure presenta il fuoco come mezzo della purificazione dopo la morte, e un solo secolo prima dell'iniziale definizione della relativa fede cattolica, che non ha accettato le caratteristiche note di fuoco e di luogo; il sostantivo "purgatorio" si usava prima soltanto come aggettivo, come nella frase "fuoco purgatorio" (elemento non recepito nella dottrina della Chiesa), e solo successivamente il Purgatorio si strutturò nella seconda cantica della Commedia dantesca (composta secondo la critica tra il 1304 e il 1321) a mano a mano che lo sviluppo dei commerci e i miglioramenti economici rendevano necessario integrare nella comunità anche quei "peccatori di mestiere", come banchieri o mercanti, dai cui traffici basati sul "commercio di denaro" in definitiva dipendeva la prosperità. Il termine venne introdotto precisamente tra il 1170 e il 1200 nella scuola del capitolo di Notre-Dame di Parigi e il monastero cistercense di Cîteaux. Prima di tale data non esisteva il sostantivo purgatorium: esisteva solo l'aggettivo, come nella frase ignis purgatorius (fuoco purificante). Il Giubileo del 1300 fu poi il culmine del trionfo del nuovo concetto.

## Il Purgatorio dell'immaginario comune

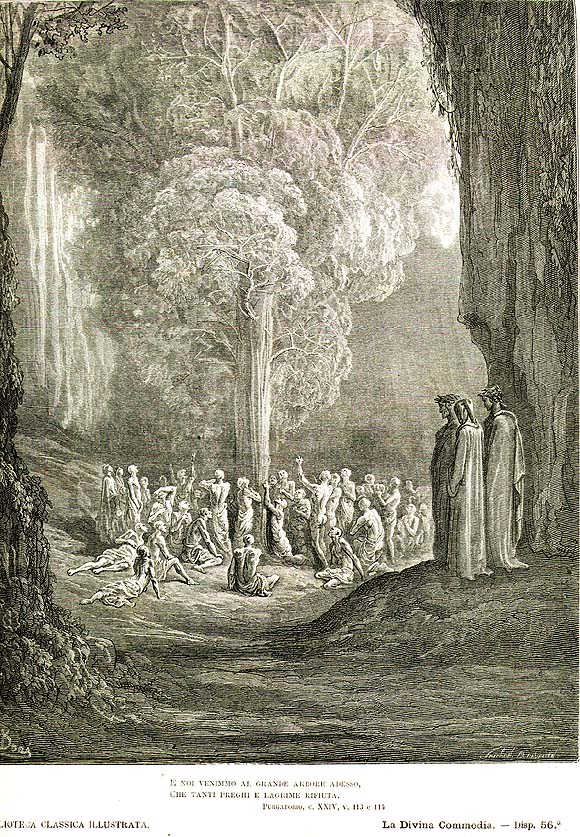
Illustrazione di Gustave Doré per il Purgatorio di Dante

Secondo Jacques Le Goff, "il Purgatorio di Dante rappresenta la conclusione sublime della lenta genesi del Purgatorio avvenuta nel corso del Medioevo".

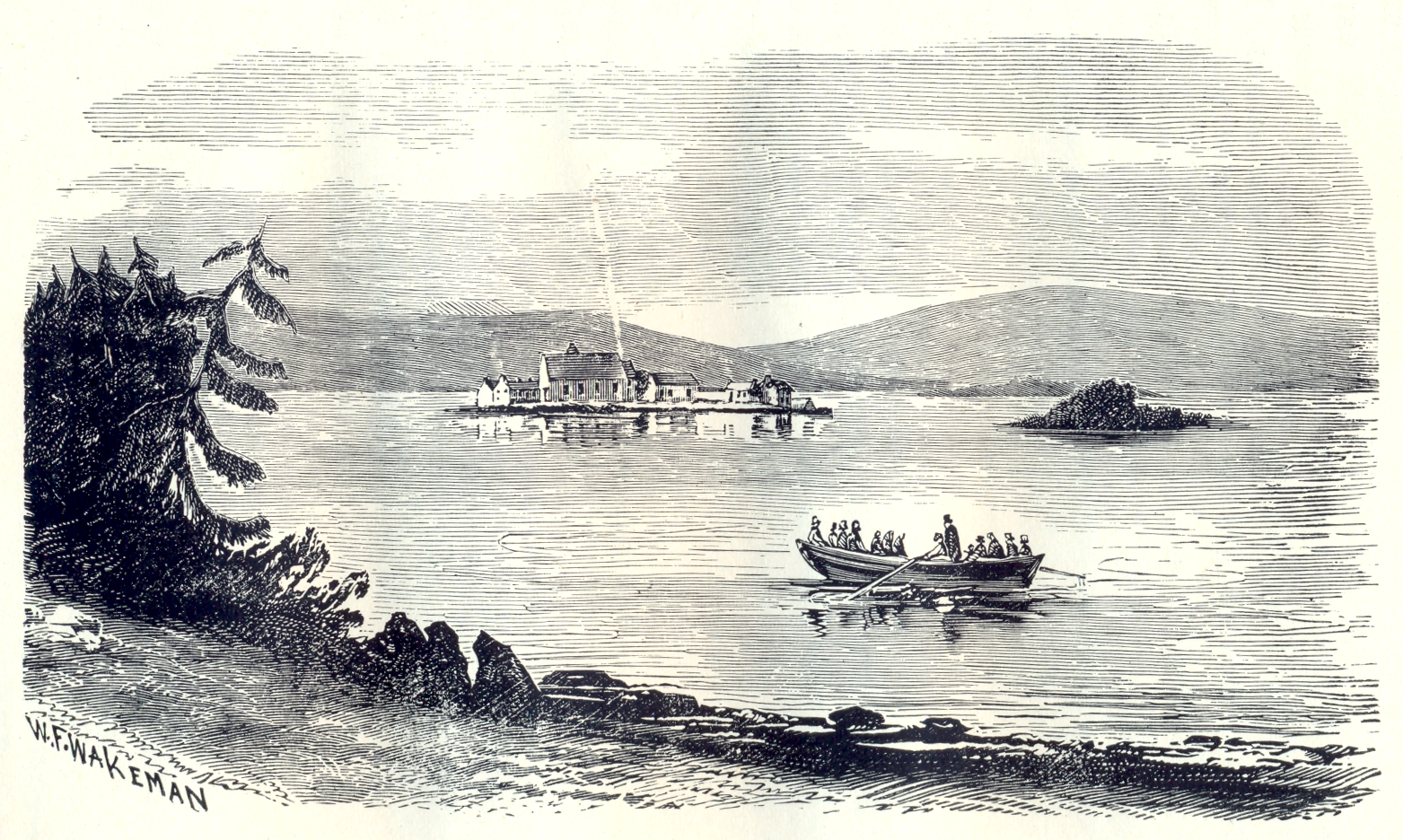
L'isola del Purgatorio di San Patrizio

Nel XII secolo, insieme allo sviluppo dell'immagine comune del Purgatorio come località, appare una serie di racconti di viaggi immaginari al luogo delle pene, dei quali il più famoso è il Tractatus de Purgatorio Sancti Patricii, nel quale il viaggiatore l'avrebbe raggiunto passando per una caverna in un isolotto lacustre irlandese, meta ancora oggi di pellegrinaggi penitenziali e noto come il Purgatorio di San Patrizio. Altra localizzazione del Purgatorio menzionata pure da Le Goff è l'Etna sulla costa orientale della Sicilia.
Le Goff scrive che "nel Purgatorio medievale e negli abbozzi che lo hanno preceduto il fuoco si ritrova pressappoco sotto tutte le forme individuate dagli specialisti di antropologia religiosa: cerchi di fuoco, laghi e mari di fuoco, anelli di fiamme, muri e fossati di fuoco, gole di mostri che lanciano fiamme, carboni ardenti, anime sotto forme di fiammelle, fiumi, valli e montagne di fuoco". Secondo lui, tali fiamme costituivano la prima manifestazione dell'idea del Purgatorio, quando ancora non lo si immaginava come località.
L'idea della purificazione delle anime per mezzo del fuoco, oggetto particolare delle critiche di Marco di Efeso al Concilio di Firenze (1438), non appare in nessuna definizione dogmatica della dottrina cattolica del purgatorio.

## Galleria d'immagini di un Purgatorio di fuoco

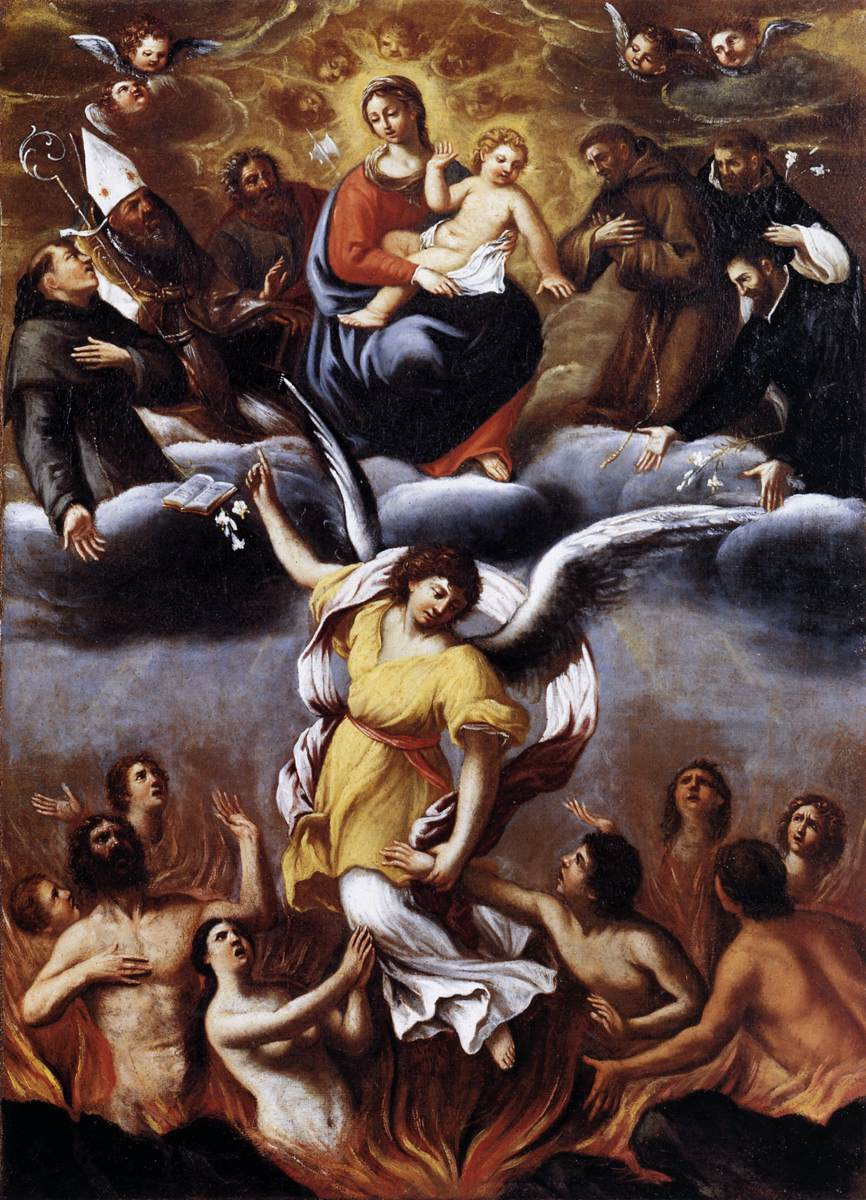
Ludovico Carracci, Liberazione dal purgatorio
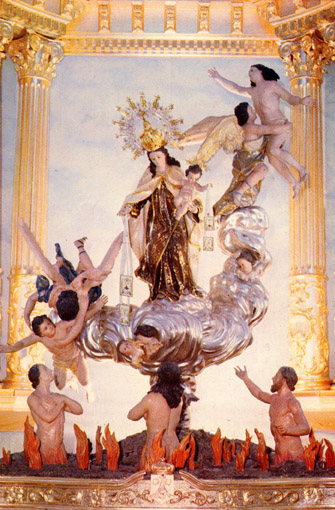
Vergine Maria del Monte Carmelo e anime nel Purgatorio, Beniaján, Spagna
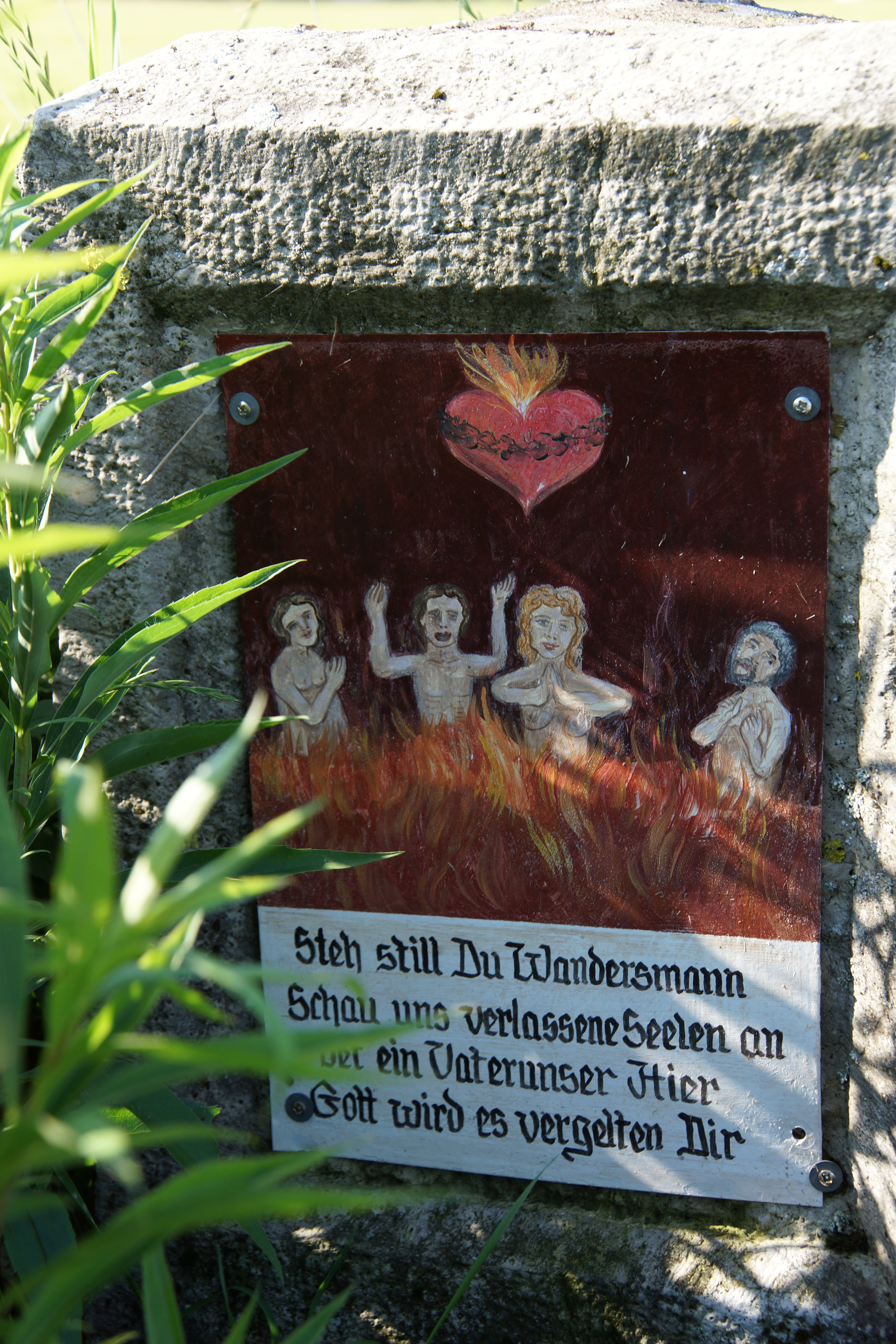
Richiesta di preghiera per le anime nel purgatorio
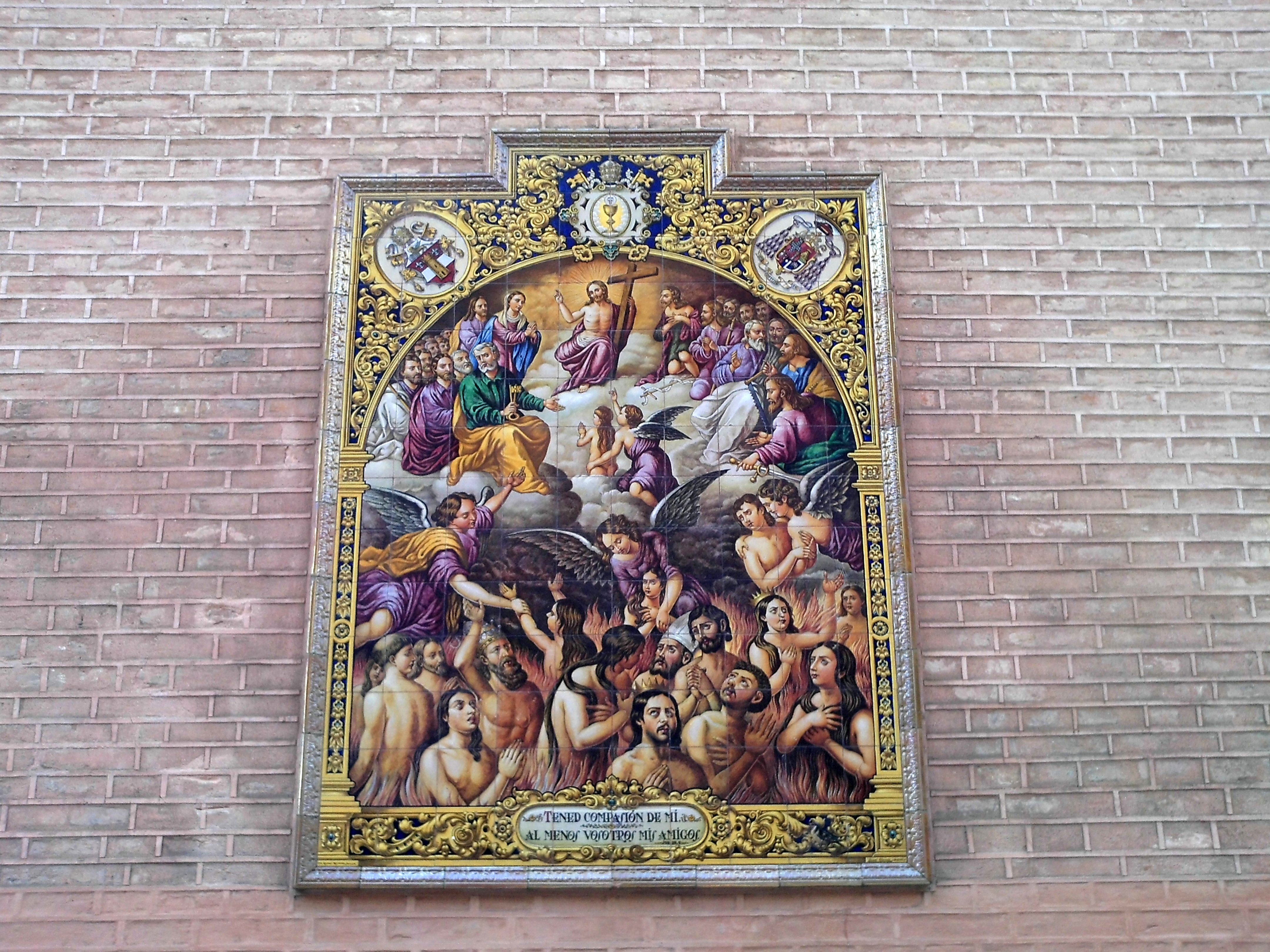
Azulejo di Juan Oliver Míguez (1960) in Siviglia, Spagna
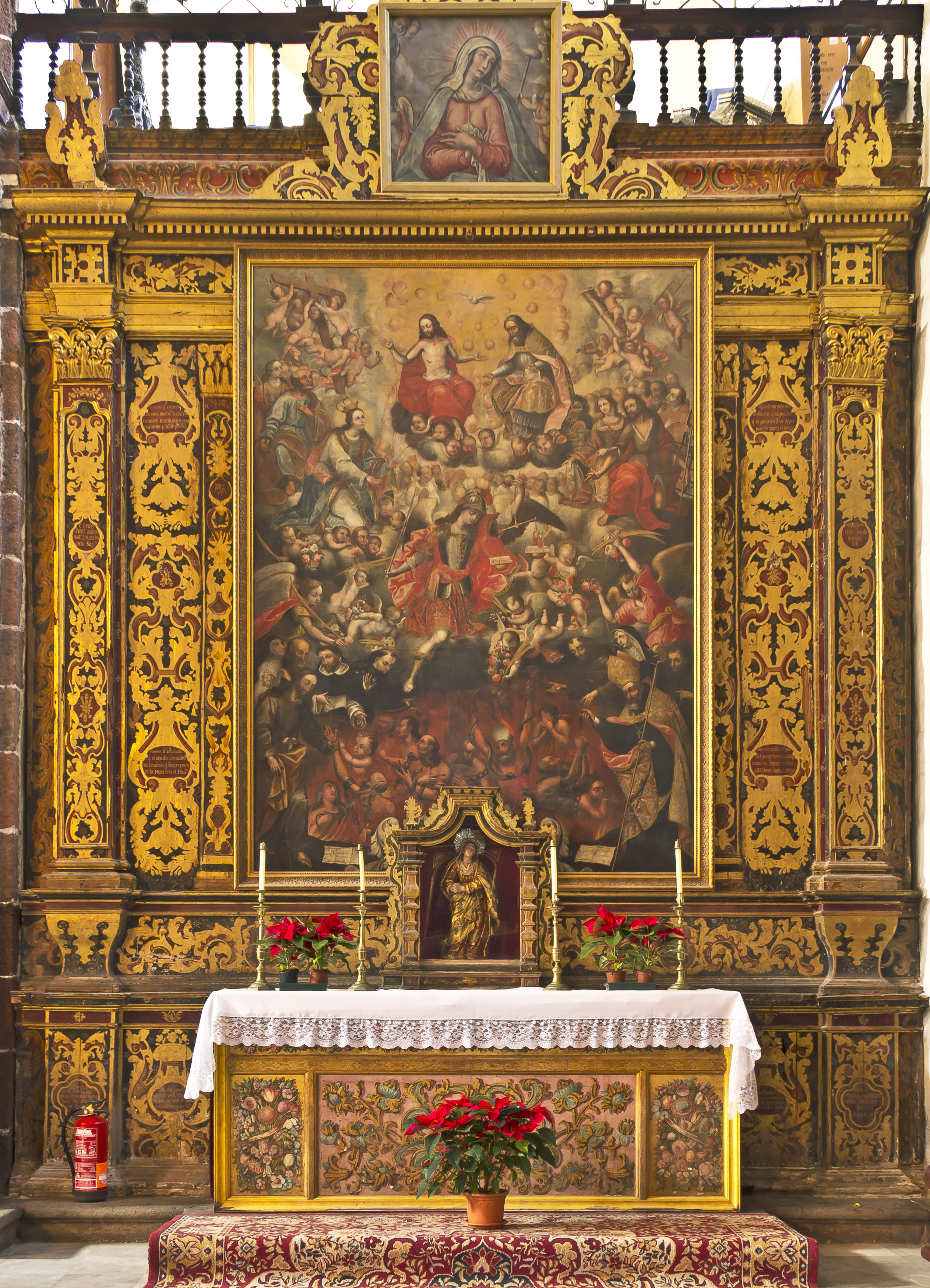
Altare delle anime del purgatorio, Chiesa della Concezione di Santa Cruz de Tenerife, Spagna
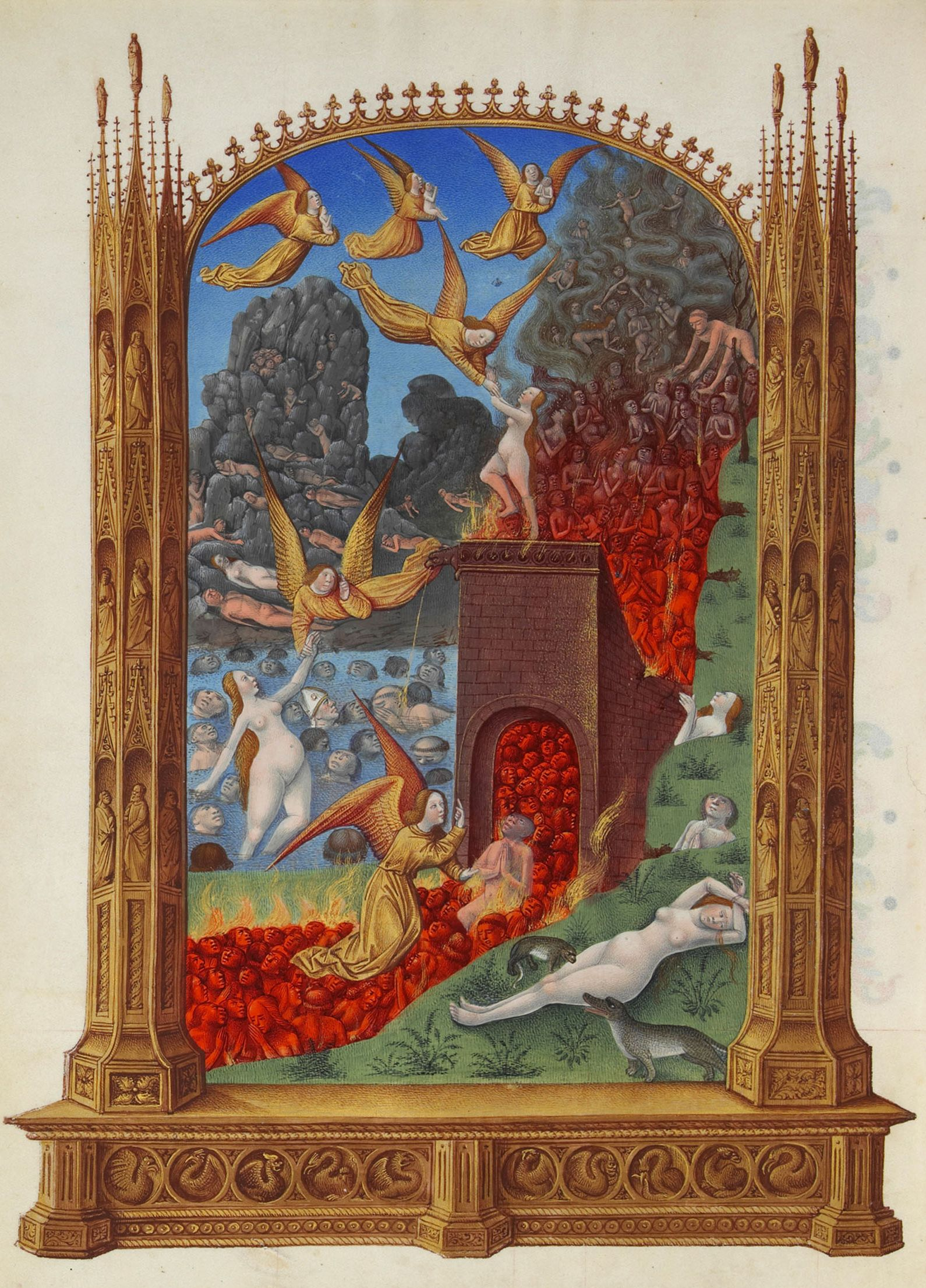
Immagine del Purgatorio nel Très riches heures du Duc de Berry

## Il Purgatorio della dottrina della Chiesa cattolica
Il purgatorio, secondo la definizione della Chiesa cattolica, è la purificazione finale, tutt'altra cosa dal castigo dei dannati, di coloro che sono morti nella grazia e nell'amicizia di Dio, ma sono imperfettamente purificati, al fine di ottenere la santità necessaria per entrare nella gioia del cielo. In effetti, "ogni peccato, anche veniale, provoca un attaccamento malsano alle creature, che ha bisogno di purificazione, sia quaggiù, sia dopo la morte, nello stato chiamato purgatorio. Tale purificazione libera dalla cosiddetta 'pena temporale' del peccato. [...] Il cristiano deve sforzarsi, sopportando pazientemente le sofferenze e le prove di ogni genere e, venuto il giorno, affrontando serenamente la morte, di accettare come una grazia queste pene temporali del peccato; deve impegnarsi, attraverso le opere di misericordia e di carità, come pure mediante la preghiera e le varie pratiche di penitenza, a spogliarsi completamente dell`'uomo vecchio' e a rivestire 'l'uomo nuovo'".

Nel 1274, la Chiesa cattolica definì per la prima volta la sua dottrina sul purgatorio. Al Concilio di Lione II, al quale parteciparono anche vescovi della Chiesa ortodossa, dichiarò: 
Sono così due gli elementi della dottrina cattolica sul Purgatorio enunciati da tale concilio:
- l'esistenza di una purificazione finale di alcune anime dopo la morte;
- l'utilità per esse delle preghiere e delle opere di pietà offerte dai viventi a loro beneficio.

Un secolo e mezzo più tardi, il Concilio di Firenze ribadì nel 1439 gli stessi due elementi: 

Il Concilio di Trento, oltre a ripetere gli stessi due punti, raccomandò nel suo Decreto sul Purgatorio del 4 dicembre 1563 di limitarsi ad essi e di evitare la discussione di punti incerti e di mera curiosità:
Nelle prediche rivolte al popolo meno istruito si evitino le questioni più difficili e più sottili, che non servono all'edificazione, e da cui, per lo più, non c'è alcun frutto per la pietà. Così pure non permettano che si diffondano e si trattino dottrine incerte e che possono presentare apparenze di falsità. Proibiscano, inoltre, come scandali e inciampi per i fedeli, quelle questioni che servono (solo) ad una certa curiosità e superstizione e sanno di speculazione.»
Dalla fede cattolica definita sul purgatorio, che si limita a questi due punti, esulano le note immagini dell'idea popolare del Purgatorio come luogo o regno distinto dal cielo e dall'inferno dove per un determinato periodo misurabile in termini del tempo terreno sono confinate e tormentati con il fuoco le anime dei defunti: "Il Magistero non definisce che si tratti di un "luogo", né entra nelle questioni della "durata" (giorni, mesi, anni, ecc.) o della qualità e intensità delle pene e neppure assolutizza il termine purgatorio". Infatti qualsiasi tentativo di qualificare la transizione operata dal processo del Purgatorio come "breve" o "lungo" sulla base di misure temporali sarebbe ingenuo e improduttivo.
Esula pure dalla dottrina cattolica l'immagine del Purgatorio come "una sorta di campo di concentramento dell'al di là [...] dove l'uomo debba espiare pene che gli vengono assegnate in modo più o meno positivistico".
Papa Benedetto XVI elogiò invece l'idea del Purgatorio di santa Caterina da Genova: 

## Credenze all'interno della Chiesa cattolica estranee alla dottrina definita

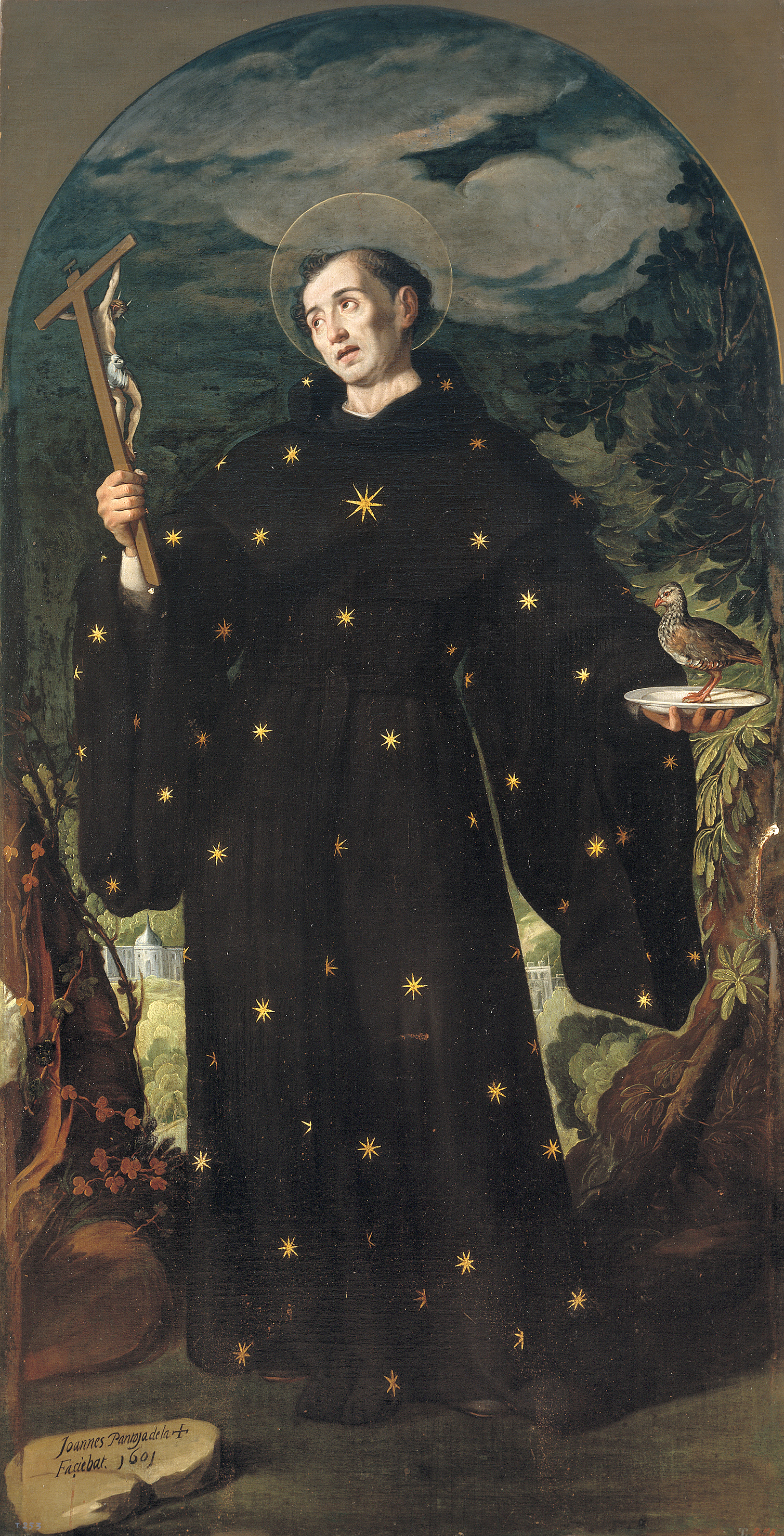
San Nicola da Tolentino, considerato patrono delle anime del purgatorio

Dall'insegnamento proposto dalla Chiesa cattolica come verità di fede bisogna distinguere sia quello che sul Purgatorio si trova solo nelle credenze popolari sia quello che, fuori dell'ambito della dottrina definita, ne hanno detto i Padri della Chiesa, gli altri santi e i teologi. A tali considerazioni dei santi e dei teologi, sia quelle che hanno contribuito alla formazione dell'immagine comune del purgatorio, sia quelle che ne erano semplicemente il riflesso, manca il carattere di dogmi di fede e ogni membro della Chiesa rimane libero di accettarle o di rigettarle.

Adolfe Tanquerey afferma circa le rivelazioni private di cui parlano i santi 
(p. 736; n. 1490)
 E aggiunge: 
(p. 742; n. 1506)
Suor Lucia riporta un dialogo che dice di aver avuto, nella prima (quella del 13 maggio 1917) delle presunte apparizioni della Madonna di Fátima, riconosciute dalla Chiesa Cattolica come credibili nell'insieme, con la Madonna, alla quale chiedeva la sorte di due ragazze morte da poco. Scrive testualmente:
– Sì, è là.
Mi pare che doveva avere sui 16 anni.
– E Amelia?
– Resterà in purgatorio fino alla fine del mondo».»
()
Secondo il sito web "Aleteia", tredici mistiche avrebbero visto le anime nel purgatorio, trovandole tristi e sofferenti: santa Perpetua, santa Brigida di Svezia, santa Caterina da Siena, santa Francesca Romana, santa Teresa d'Avila, santa Maria Maddalena de' Pazzi, santa Margherita Maria Alacoque, santa Francesca Saverio Cabrini, santa Faustina Kowalska e la beata Anna Katharina Emmerick.. A questi va aggiunta la mistica austriaca Maria Simma (1915-2004) del cui carisma anche papa Wojtyla era a conoscenza.(Cfr. "Fateci uscire di qui!", Ed. Segno,UD,1997, p. 43).
Altri santi che hanno difeso, venerato o dichiarato di aver avuto visioni delle anime del purgatorio:
- Bernardo di Chiaravalle (1090-1153)[60]
- Nicola da Tolentino (1245-1305)[61]
- Elisabetta d'Ungheria (1207-1231)[62]
- Elisabetta del Portogallo (1271-1336)[63]
- Brigida di Svezia (1303-1373)[64]
- Caterina di Svezia (1330-1381)[62]
- Liduina di Schiedam (1380-1433)[65]
- Maria Maddalena de' Pazzi (1566-1607)[66]
- Pedro de San José de Bethencourt (1626-1667)[67]
- Padre Pio da Pietrelcina (1887-1968)[68]
- Faustina Kowalska (1905-1938)[69]

## Posizione delle altre confessioni cristiane

### Chiesa ortodossa
Jerry L. Walls afferma che la Chiesa ortodossa "resistette alla dottrina [del purgatorio], almeno come insegnata dalla Chiesa romana. [...] Almeno nella sostanza, risulta che la teologia orientale concorda con i postulati centrali della dottrina sul purgatorio. Ciononostante, la teologia orientale non ha abbracciato la speculazione e la formalizzazione della tradizione teologica del cattolicesimo romano. Conviene però sottolineare che le dichiarazioni ufficiali della dottrina sono tipicamente più sobrie che quelle dei teologi. [...] Le differenze fra le teologie romana e orientale sul purgatorio, pur essendo genuine, sono minori in comparazione con l'accordo sulla realtà della purificazione post mortem nello stato intermedio e sul relativo ruolo importante delle preghiere per i defunti".
Durante il Concilio di Firenze, Marco di Efeso, uno dei due incaricati dai vescovi ortodossi ad esporre il loro punto di vista, rigettò totalmente quell'elemento dell'immaginario occidentale del Purgatorio che è il fuoco (come pure il concetto del Purgatorio come un luogo specifico), elementi che non appaiono nella definizione del Purgatorio poi adottata dallo stesso concilio, mentre dichiarò che anche gli ortodossi credevano nella possibilità di una purificazione delle anime dopo la morte e nel beneficio recato a tali anime dalle preghiere e dalle messe offerte dai viventi:

Un libro anonimo, dal titolo Περὶ τοῦ καθαρτηρίου πυρός βιβλἰον ἕν ("Libro sul fuoco purgatorio"), pubblicato nel 1603 in un volume contenente anche opere di Nilo Cabasila, fu interpretato da Ivan Ostroumoff come il testo dell'obiezione degli esponenti ortodossi all'uso del passo biblico 1 Corinzi 3,11-15 da parte dei vescovi occidentali a sostegno dell'esistenza del purgatorio. Anche in esso si rigetta la nozione di un Purgatorio di fuoco, terzo regno di oltretomba: 

### Chiese ortodosse orientali
Papa Shenuda III di Alessandria (1971–2012) della Chiesa ortodossa copta escluse l'esistenza del purgatorio e, secondo un articolo pubblicato da una parrocchia della Chiesa ortodossa copta, articolo che si dice basato sul libro Perché rigettiamo il purgatorio? dello stesso Shenuda III, rigettò "la dottrina romana" che le preghiere dei fedeli in terra contribuiscono a lenire le pene temporanee ("fuoco purificante") dei morti nello stato di grazia ma impediti con colpe minori o debiti di soddisfazione per trasgressioni.

Un'esposizione dell'escatologia copta afferma: 
La stessa esposizione poi presenta quattro passi biblici in appoggio alla prassi di pregare per i defunti: 1:18, 132:1, 12:39–45 e 6:10–11, dei quali l'ultimo dimostra che la situazione degli spiriti dei santi può cambiare, e si prega perché siano consolati.
Un'altra fonte copta presenta la stessa analogia degli studenti in attesa dei risultati dell'esame e inoltre paragona la situazione del malvagio nell'Ade a quella di chi sa di avere commesso un crimine e che è in attesa di essere giudicato e condannato.
Sant'Atanasio di Alessandria, come ricorda il sacerdote copto Moses Samaan in uno scritto riprodotto da un sito web della Chiesa copta, disse: "Come succede con il vino in un barile che, quando la vigna sboccia nel campo, lo sente e il vino stesso sboccia insieme ad esso, così è con le anime dei peccatori. Dal Sacrificio incruento per essi offerto e dalla beneficenza caritatevole ricevono un po' di sollievo." La stessa traduzione del testo di Sant'Atanasio appare in scritti non solo della Chiesa copta ma anche della Chiesa ortodossa, per esempio dell'Arcivescovado di Ocrida. Forse fece eco a tale insegnamento una leggenda raccontata in un manoscritto della fine del X secolo sulla vita di un monaco morto nel 466, quasi cento anni dopo la morte di Sant'Atanasio. Secondo tale manoscritto tutti i morti, sia buoni che cattivi, devono passare per un fiume di fuoco per essere purificati e poi, in armonia con l'idea di Origene, raggiungere la salvezza universale, una specie di "purgatorio" che, se il manoscritto del X secolo è copia di uno più antico, precede di parecchi secoli il Purgatorio di Le Goff. La leggenda racconta che ogni settimana, dal pomeriggio di venerdì fino a tutta domenica le pene ultraterrene verrebbero sospese.
Nella sua liturgia per il defunto, la Chiesa copta prega Dio: "Se egli, come gli altri uomini, ha peccato contro di te, perdonaglielo e assolvilo. Abolisci il resto della sua pena, poiché per la vita e non per la morte hai creato l'uomo".
Per coloro che senza pentirsi muoiono nei loro peccati, per esempio quelli che si suicidano, la Chiesa copta non prega, perché la preghiera non reca ad essi alcun beneficio. Per gli altri defunti la Chiesa prega perché si trovino in stato di riposo nel paradiso, non nel purgatorio.

### Confessioni protestanti
Le confessioni protestanti fecero della negazione del Purgatorio un caposaldo delle loro teologie, sorte proprio in seguito allo scandalo delle indulgenze e secondo le quali la possibilità del perdono non persiste oltre la morte, momento nel quale viene fissato eternamente il destino dell'individuo in linea con la presenza oppure l'assenza in lui della fede in Gesù Cristo, che toglie completamente tutti i peccati. I protestanti qualificano la credenza nel purgatorio come residuo del paganesimo, di cui le radici si troverebbero in Platone e nel giudaismo pre-cristiano e alla quale mancherebbe qualsiasi ombra di giustificazione nelle Sacre Scritture. A loro parere, la vita terrena è già in sé stessa il vero purgatorio: una condizione di prova in vista di uno stato migliore.
Martin Lutero sostenne nelle sue famose 95 tesi che "con la vera contrizione ogni cristiano ottiene anche senza lettere di indulgenza la piena remissione del peccato e della pena", e nella confessione augustana presentò il Purgatorio come dottrina diabolica.
Giovanni Calvino, nella sua Institutio christianae religionis, dichiara che il purgatorio 
()
Dall'altra parte, pur negando il "purgatorio", Lutero permise, come pure Filippo Melantone, la preghiera per i defunti.
In una possibile interpretazione protestante, l'effetto della preghiera per un defunto si verificherebbe nel momento della morte del defunto, momento che dal punto di vista di chi prega precede la preghiera, ma che dal punto di vista di Dio e del defunto, che non è più confinato nei limiti del tempo e dello spazio, non è né priore né posteriore.
Diversamente, il metodista Jerry L. Walls distingue dalla giustificazione, che secondo la teologia protestante avviene pienamente in un istante con la fede in Cristo, la santificazione, processo eventualmente da completare dopo la morte se non realizzato nella vita terrena.
Molto simile alla concezione di Walls è la dottrina dell'anglicano C. S. Lewis.

## Preghiera per i defunti e le Scritture
L'offerta di suppliche e di un sacrificio per dei morti da parte di giudei prima di Cristo è menzionata nel Secondo libro dei Maccabei, uno dei libri deuterocanonici dell'Antico Testamento, riconosciuti dalla Chiesa cattolica e da quella ortodossa come parte della Bibbia ma, dato che non sono inclusi nella Bibbia ebraica, considerati dai protestanti come non ispirati da Dio. La morte in battaglia di alcuni soldati ebrei è posta in relazione con il fatto che avevano nel possesso statuette idolatriche. 

E poi continua: 

Nel Vangelo secondo Matteo si parla della possibilità del perdono di alcuni peccati "nel secolo futuro": 

A volte il Purgatorio viene messo in relazione con le parole dell'apostolo Paolo:
 Però tale passo di san Paolo viene interpretato anche diversamente.
Nella stessa Prima lettera ai Corinzi Paolo menziona (senza esprimere né disapprovazione né lode) una esistente prassi per cui alcuni "vengono battezzati per i morti", indicazione della credenza che i morti possono beneficiare dell'aiuto dei viventi.1Cor 15,29
Nella Seconda lettera a Timoteo, Paolo prega per "la famiglia di Onesiforo" e poi separatamente per Onesiforo affinché "gli conceda il Signore di trovare misericordia presso Dio in quel giorno" (il Giorno del giudizio); e alla fine manda saluti a delle persone che stanno con Timoteo, "Prisca e Aquila" e "la famiglia di Onesiforo", non allo stesso Onesiforo. È almeno possibile che la preghiera di Paolo per Onesiforo sia per un defunto.
The Catholic Encyclopedia e la Encyclopedia of World Religions affermano che oltre ai possibili accenni nelle Scritture alla preghiera per i defunti, la prassi esistente presso i cristiani dei primi secoli sarebbe testimoniata sia dalle iscrizioni nelle catacombe e altrove, sia dalle più antiche liturgie e dagli scrittori cristiani dell'epoca.

## Apocatastasi
Alcuni scrittori ecclesiastici dei primi secoli proposero la teoria dell'apocatastasi universale, secondo la quale tutti gli uomini, anche se messi nell'inferno, e forse anche tutti gli spiriti, incluso Satana, saranno alla fine salvati. Il più noto dei proponenti di questa teoria è Origene. Lo seguirono gli universalmente riconosciuti Padri della Chiesa Clemente di Alessandria (probabilmente), Gregorio di Nissa e (non apertamente) Gregorio Nazianzeno. La stessa idea fu patrocinata da Diodoro di Tarso e Isacco di Ninive, venerati nella Chiesa assira d'Oriente, da Stefano bar-Sudaili della Chiesa ortodossa siriaca e da Didimo il Cieco, santo per la Chiesa bizantina, il quale, sebbene in molti luoghi parli delle pene eterne dell'inferno, pure dice una volta che "il fuoco dopo lungo spazio di tempo eliminerà dalla natura il male, e lo stesso inventore del male unirà la sua voce all'inno di ringraziamento a Dio". Massimo il Confessore, santo sia per la Chiesa cattolica che per la ortodossa favorì l'idea di un'apocatastasi ma non in modo esplicito e disse che tali insegnamenti sono da trasmettere solo a quei pochi che siano in grado di recipirli
Fra i teologi moderni che propongono l'apocatastasi come speranza, pur non come certezza, si possono menzionare i cattolici Hans Urs von Balthasar e Richard John Neuhaus, e l'ortodosso Kallistos Ware
Secondo una notizia diffusa dall'agenzia Catholic World News, il vescovo russo-ortodosso Ilarion Alfeev, in un congresso tenuto a Roma nell'aprile 2008, disse che tanta è la misericordia di Dio che egli non condanna nessuno a pene eterne e che la nozione ortodossa dell'inferno corrisponde grosso modo all'idea cattolica del purgatorio. Nell'ottobre dello stesso anno disse, secondo l'agenzia di notizie russa Interfax, che la Chiesa ortodossa prega per tutti i defunti, anche per i condannati all'inferno, senza però dichiarare che la preghiera della Chiesa ottenga la liberazione di tutti. Lo stesso vescovo ortodosso nello stesso anno 2008 scrisse che la teoria dell'apocatastasi proposta più volte da Origene è stata fermamente rigettata dalla Chiesa ortodossa, la quale poi non si è pronunciata né positivamente né negativamente sulle idee di Gregorio di Nissa. Però, sull'opinione di questi, citata in appoggio alla dottrina occidentale del Purgatorio dai vescovi latini al Concilio di Firenze, il giudizio espresso da Marco di Efeso nel presentare la posizione della Chiesa ortodossa, fu chiaramente negativo.
Sia Alfeev che Kallistos Ware osservano che la Chiesa ortodossa eleva una preghiera speciale nei vespri di Pentecoste per coloro che sono nell'inferno. In effetti, nella liturgia di Pentecoste la Chiesa ortodossa prega: "Tu, che in questa conclusiva e salvifica Festa Ti sei degnato di accettare suppliche propiziatrici per coloro che sono trattenuti nell'Ade, concedendoci grandi speranze che venga inviato un sollievo ai defunti dalle pene che li stringono e refrigerio da parte tua. Ascolta noi umili e meschini che Ti preghiamo e fa riposare le anime dei Tuoi servi che già si sono addormentati, in un luogo luminoso, in un luogo erboso, in un luogo di freschezza". Mentre a volte gli ortodossi distinguono i termini "Ade" e "Paradiso", che riguardano lo stato transitorio dell'anima fra la morte e la risurrezione, dai termini "Inferno" e "Cielo", che riguardano invece lo stato definitivo dell'anima riunita con il corpo risorto, Alfeev e Ware, nel citare la liturgia di Pentecoste, mostrano di non fare tale distinzione. Alfeev inoltre, con l'osservazione "Fino all'emissione della sentenza finale del Giudice, perdura per tutti i defunti la speranza di entrare nel Regno del cielo", indica in che senso egli intende il termine "inferno".
Varie fonti affermano che la Chiesa ortodossa "ritiene eretica la teoria della salvezza di tutti (apocatastasi) condannata dal V Concilio ecumenico". È indubbio che nel 553 tale concilio condannò Origene per nome, pur se si dubita se esso abbia emesso i noti XV Anatemi contro di lui. Le idee di Didimo il Cieco furono condannate da tre concili ecumenici: il secondo concilio di Costantinopoli (553), il terzo concilio di Costantinopoli (680–681) e il secondo concilio di Nicea (787).
Le diverse chiese ortodosse, nei loro testi catechetici stampati o messi sui propri siti web, insistono sull'eternità dell'inferno. Uno dei catechismi adottati da tali chiese risponde alla domanda sul destino dei non credenti e dei trasgressori dicendo: "Essi saranno consegnati alla morte eterna, cioè al fuoco eterno, al tormento eterno, insieme ai demoni". La chiesa metropolitana greco-ortodossa di Toronto (Canada), che dipende dal Patriarcato ecumenico di Costantinopoli, insegna che, "alla risurrezione dei morti, alla trasformazione dei viventi e al giudizio finale seguirà o la vita eterna o l'inferno eterno", come insegna pure il Catechismo Ortodosso dell'arcivescovo metropolitano Sotirios. Il catechismo Beliefs of Orthodox Christians dell'Episcopato romeno-ortodosso d'America dichiara che l'Ultimo giudizio sarà per tutti "o di ricompensa eterna o di pena eterna" e definisce l'inferno come luogo e stato "di pena eterna" per quelle anime che si separano da Dio.
Il protopresbitero Thomas Hopko dichiara che, secondo la fede ortodossa, "la Presenza del Signore sarà per coloro che lo odiano tortura senza fine, inferno e morte eterna". Il metropolitano Maximos dell'Arcidiocesi d'America del Patriarcato ecumenico di Costantinopoli, nel suo "The Dogmatic Tradition of the Orthodox Church", afferma che dopo il Giudizio finale alcuni soffriranno "il fuoco della condanna eterna, il rimorso eterno della coscienza".
Per la Chiesa ortodossa il parere di un teologo e nemmeno di un santo Padre della Chiesa non è determinante per la dottrina della Chiesa. Infatti, contro i vescovi cattolici che a Ferrara citavano a favore della fede nel Purgatorio espressioni di san Gregorio di Nissa, i rappresentanti della Chiesa ortodossa replicarono: "Con tutto il rispetto dovuto a questo Padre della Chiesa, non possiamo trattenerci dal far notare che egli non era altro che un uomo mortale, e l'uomo, qualunque sia il grado di santità che raggiunga, è molto incline a sbagliare, specialmente su argomenti non precedentemente discussi o decisi da un concilio generale".

## Divina Commedia

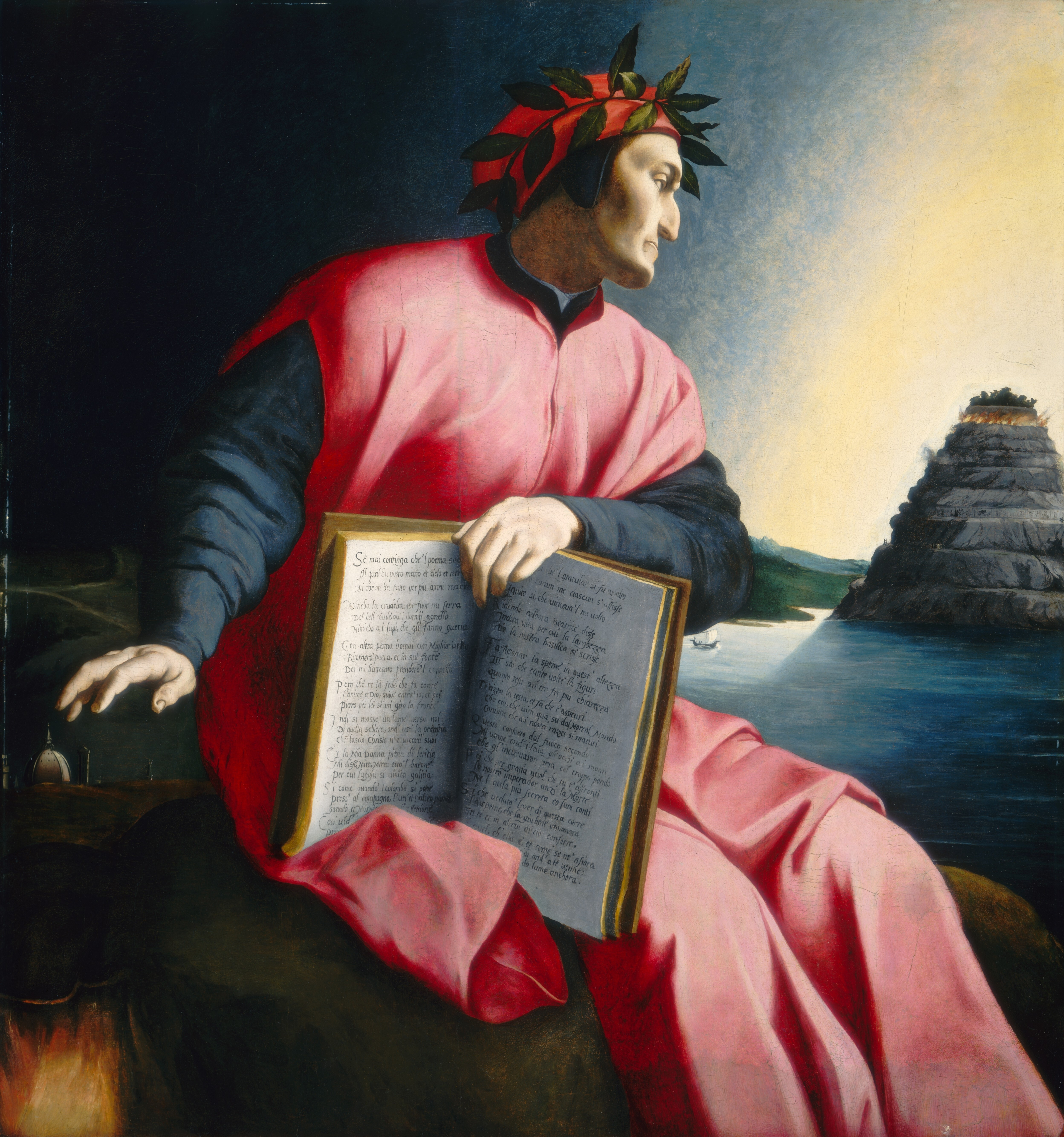
Dante Alighieri che guarda verso l'isola del Purgatorio, dipinto di Agnolo Bronzino

Nella letteratura cristiana fu Dante Alighieri a dare forse la visione più completa ed esauriente, in campo filosofico e poetico, del purgatorio, che è appunto lo sfondo della seconda cantica della sua Divina Commedia. Dante descrive così la struttura del Purgatorio (che egli, a differenza della teologia cattolica, immagina come un luogo fisico): esso è un monte, costituito della materia che Lucifero ha innalzato nella sua caduta, scavando l'abisso dell'Inferno; inoltre, è circondato dal mare, e si troverebbe nell'emisfero antartico del mondo. Sulla cima del Monte Sacro si trova l'Eden, cioè il Paradiso  Terrestre, dove vivono nella piena Grazia di Dio gli spiriti dei Santi e dei Beati. Il monte è formato da sette "gironi", ovvero sette sfere metafisiche ove vengono divise le anime secondo i loro peccati, e queste "cornici" sono precedute dall'Antipurgatorio, dove si trovano le anime di coloro che si pentirono solo in fin di vita, le anime dei negligenti e degli scomunicati, che devono scontare un determinato periodo prima di poter entrare nel Purgatorio vero e proprio. Dopo un rito di purificazione, alla fine del quale i peccati vengono perdonati, un angelo "portiere" apre, con le chiavi di San Pietro, la porta del purgatorio, e allora le anime si accingono a ripagare l'ingiustizia dei loro peccati; infatti, il perdono non esclude la riparazione al peccato, ma la precede solamente.
I sette gironi rappresentano i sette peccati capitali, cioè, in ordine decrescente di gravità: superbia, invidia, ira, accidia, avarizia (e, insieme, prodigalità), gola e infine lussuria. Inoltre, ogni girone è custodito da un angelo che rappresenta la virtù opposta a ciascun peccato, che l'anima deve raggiungere se vuole ascendere a un altro girone; vi sono dunque (in ordine) l'angelo dell'umiltà, della carità, della mansuetudine, della sollecitudine, della povertà, della temperanza e della castità, che sono infatti le sette virtù divine. Inoltre, in ciascun girone vi è una pena diversa per le anime, regolata (come anche nell'Inferno) dalla cosiddetta "legge del contrappasso", che impone una pena simmetrica od opposta al peccato commesso. Per questo, i superbi sono condannati a camminare reggendo sulle spalle degli enormi e pesantissimi massi, che li costringono a camminare col volto basso (mentre in vita si ergevano altezzosi), gli invidiosi hanno le palpebre cucite col fil di ferro (mentre in vita guardavano con malignità i beni altrui), gli iracondi sono immersi in un fumo nerissimo che li acceca (come in vita erano accecati dal "fumo" della propria rabbia), gli accidiosi sono costretti a correre perennemente, senza mai fermarsi (mentre in vita si rilassavano nell'ozio), gli avari hanno il volto costantemente e totalmente immerso nella terra (come in vita erano immersi nel denaro, che è un bene di terra), i golosi sono costretti a sopportare impietosamente la fame e la sete (mentre in vita abbondavano nel banchettare) e i lussuriosi sono sempre immersi in fiamme ardenti (come in vita erano immersi nelle "fiamme" della passione sessuale).
Del meccanismo di purificazione fanno parte anche i numerosi exempla, sia del vizio punito sia della virtù corrispondente, che sono presentati agli espianti, e che Dante descrive con grande perizia tecnica sulla scorta delle maggiori opere teologiche del suo tempo. Quando un'anima ha scontato tutti i peccati di cui era schiava, nel Purgatorio si verifica un terremoto, che è il segnale che tale anima può finalmente elevarsi a Dio, ed entrare in Paradiso purificata. Tuttavia, un'anima, per entrare nell'Eden, deve prima immergersi in due fiumi sacri: il primo è il Letè, le cui acque (già secondo la mitologia greco-romana) lavano il peccatore dalle memorie di tutti i peccati commessi, mentre il secondo è l'Eunoè (di invenzione dantesca), le cui acque invece fanno tornare alla memoria dell'anima tutto il bene compiuto in vita. Dopodiché, l'anima accede davvero al Paradiso, cioè alla beatitudine eterna.

Dante considera il Purgatorio come il luogo dove si scontano non tanto i peccati realmente commessi (come all'Inferno), quanto invece la tendenza a tali peccati. La purificazione, per le anime, è dunque una vera e propria lotta contro sé stessi ispirata dall'amore per Dio, più che una semplice pena. Infatti, Dante incontra nel girone dei lussuriosi l'anima di Guido Guinizelli: 
(Dante Alighieri, Divina Commedia, "purgatorio", canto XXVI, vv. 92-93)
 Cioè, si sta già purgando poiché s'è pentito prima di morire, mentre era ancora in vita. Il purgatorio, quindi, è dimensione invisibile nell'uomo, oltre che luogo metafisico delle anime dei defunti, ed è sempre accessibile ai penitenti. Da notare, infine, che nel Purgatorio Dante descrive la successione del giorno e della notte, al contrario dell'Inferno e del Paradiso, dove vi è, rispettivamente, eterna tenebra ed eterna luce; infatti, il Purgatorio è l'unico regno metafisico temporale, in quanto sparirà quando l'ultimo uomo ne sarà uscito (dopo il Giudizio Universale); per questo, è il regno più simile al mondo fisico (cioè la Terra).